# Schloss Liegnitz

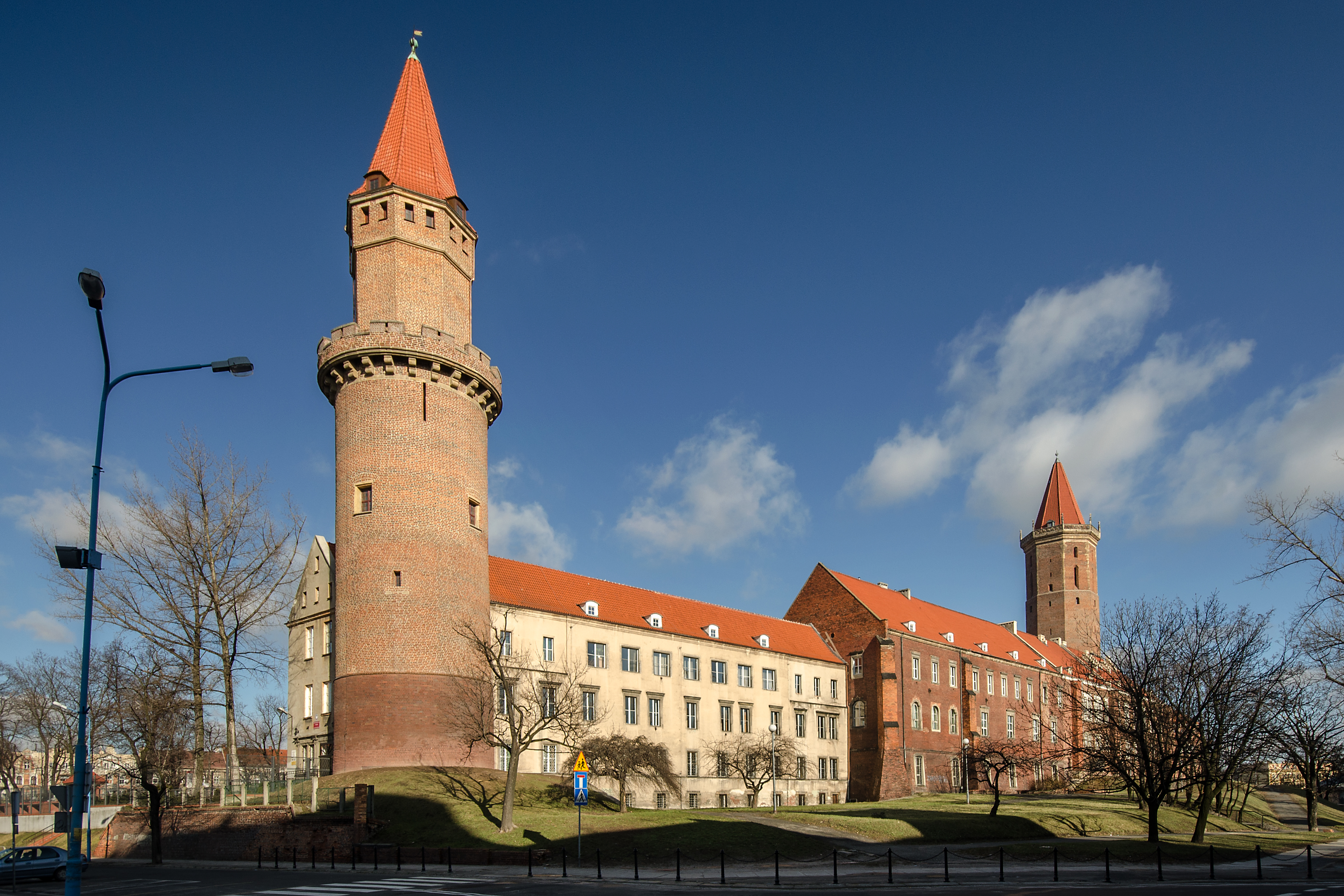
Schloss Liegnitz

Schloss Liegnitz (polnisch Zamek Piastowski w Legnicy – Piastenschloss Liegnitz) liegt am nördlichen Rand der Altstadt von Legnica (Liegnitz).

## Geschichte
Das Schloss geht zurück auf eine am Flussübergang über die Katzbach (Kaczawa) gelegene Burganlage, die die Hohe Straße von Großpolen über Glogau nach Böhmen sicherte. Die Trebowanen errichteten um das 11. Jahrhundert eine Holz-Erde-Befestigung auf einem künstlichen Hügel. Östlich wurde später ein weiterer Burgwall angebaut, und die Burg wurde Sitz einer frühpiastischen Kastellanei, die 1175 urkundlich belegt ist.
Unter Boleslaus I. zeitweise Regierungssitz des Herzogtums Schlesiens, wurde die hölzerne Befestigung durch die erste gemauerte Burganlage Polens ersetzt, möglicherweise mit Unterstützung der Zisterzienser aus Kloster Altzella. Im Norden entstand der Lübener Torturm, der über eine Wehrmauer mit dem oktogonalen Petersturm verbunden war. Nebenan entstanden ein dreigeschossiger Palas und die zwölfseitige Laurentiuskapelle. Im westlich anschließenden, durch den Hedwigsturm gesicherten Einfahrtsbereich befanden sich Wirtschaftsbauten.
Unter Boleslaus II. wurde die Stadt nach den Mongolenstürmen deutschrechtlich neu gegründet. Mit der Teilung Schlesiens wurde Liegnitz 1248 Regierungssitz und die Burg weiter ausgebaut. Im Jahr 1416 wurden die beiden Haupttürme mit oktogonalen Aufsätzen und auskragenden Umgängen erhöht. Diese Arbeit wurde von der Bauhütte der Pariser Basilika Saint Denis ausgeführt.
Mit Erlöschen der Liegnitzer Linie der Piasten wurde Ludwig II. Erbe des Herzogtums. Von 1453 bis 1488 wurde unter Friedrich I. der Palas nach Osten erweitert. Dessen Sohn Friedrich II. ließ im Mittelgeschoss des Palas einen zweischiffigen Festsaal einrichten, in dem an der Wand Bildnisse von Kaisern und Liegnitzer Herzögen angebracht waren. An der Hofseite wurde eine Arkadengalerie angelegt, die später wieder beseitigt wurde. Die Befestigung wurde zudem mit Erdwällen verstärkt, in dessen Ostflanke durch Georg von Amberg und möglicherweise auch durch Wendel Roskopf ein Prunkportal angelegt wurde. Im Fries des Portals waren Porträtmedaillons von Friedrich und seiner Gemahlin Sophie von Brandenburg-Ansbach angebracht, die 1945, als zu wenig polnisch, entfernt wurden.
Herzog Georg Rudolf ließ um 1620 zwei Gebäudeflügel in der Nordostecke errichten. Außerdem wurde die Schlosskapelle abgetragen und stattdessen ein Uhrturm errichtet.
Ab 1675 war das Schloss Sitz des kaiserlichen Landeshauptmanns. Nach 1741 verlor die Anlage durch Entfernen der Wälle und Festungsmauern ihren Wehrcharakter. Ab 1809 war das Schloss Sitz des preußischen Oberamts. Nach einem Brand 1835 wurde das Schloss nach Plänen von Karl Friedrich Schinkel in neogotischen Formen, u. a. einem Zinnenkranz und Scharwachttürmchen, wiederaufgebaut. Die Innenräume wurden 1845 von Friedrich August Stüler neu gestaltet und hatten ein Durchreisequartier für den König und Ausstellungsflächen für die kunstgewerblichen Sammlungen von Schloss Friedersdorf. Im Jahr 1867 wurde die Abschlussmauer zum Wirtschaftshof durch einen Verbindungsflügel und einen Uhrturm im Rundbogenstil ersetzt. Ende des 19. Jahrhunderts waren Schlosshauptleute zu Liegnitz eingesetzt. Um 1878 übte dieses Ehrenamt Hugo von Zedlitz und Neukirch-Tiefhartmannsdorf aus. Letzter Schlosshauptmann war der Heroldsmeister Hans von Borwitz und Harttenstein mit Sitz am Königlichen Hof in Berlin.
Im Zweiten Weltkrieg wurde das Schloss bis auf die Außenmauern zerstört. Nach Übernahme der Verwaltung durch die Volksrepublik Polen wurden die Ruine gesichert und 1958 bis 1964 unter Beseitigung des neogotischen Charakters wiederaufgebaut sowie die ursprüngliche piastische Befestigung freigelegt, um den ursprünglichen polnischen Charakter der Stadt zu untermauern.
Heute sind im Schloss Bildungseinrichtungen untergebracht. Die Ausgrabungen der Laurentiuskapelle sind in einem Museumspavillon zugänglich gemacht.

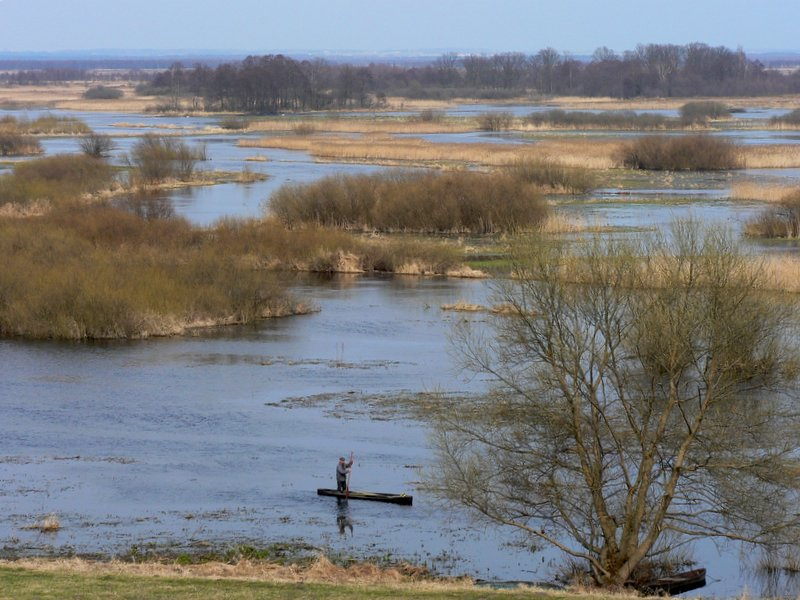
Blick auf die Katzbach
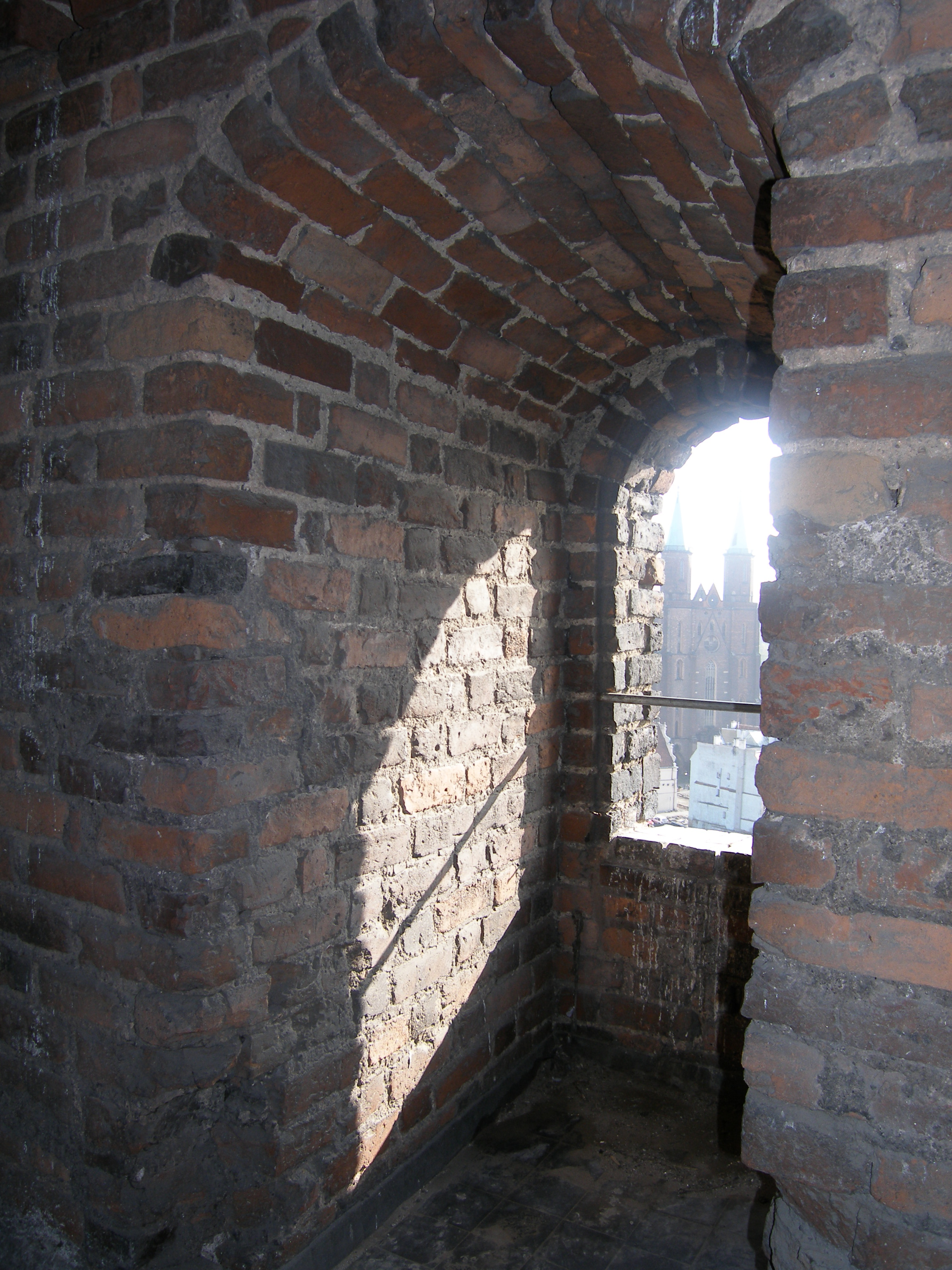
Turminneres
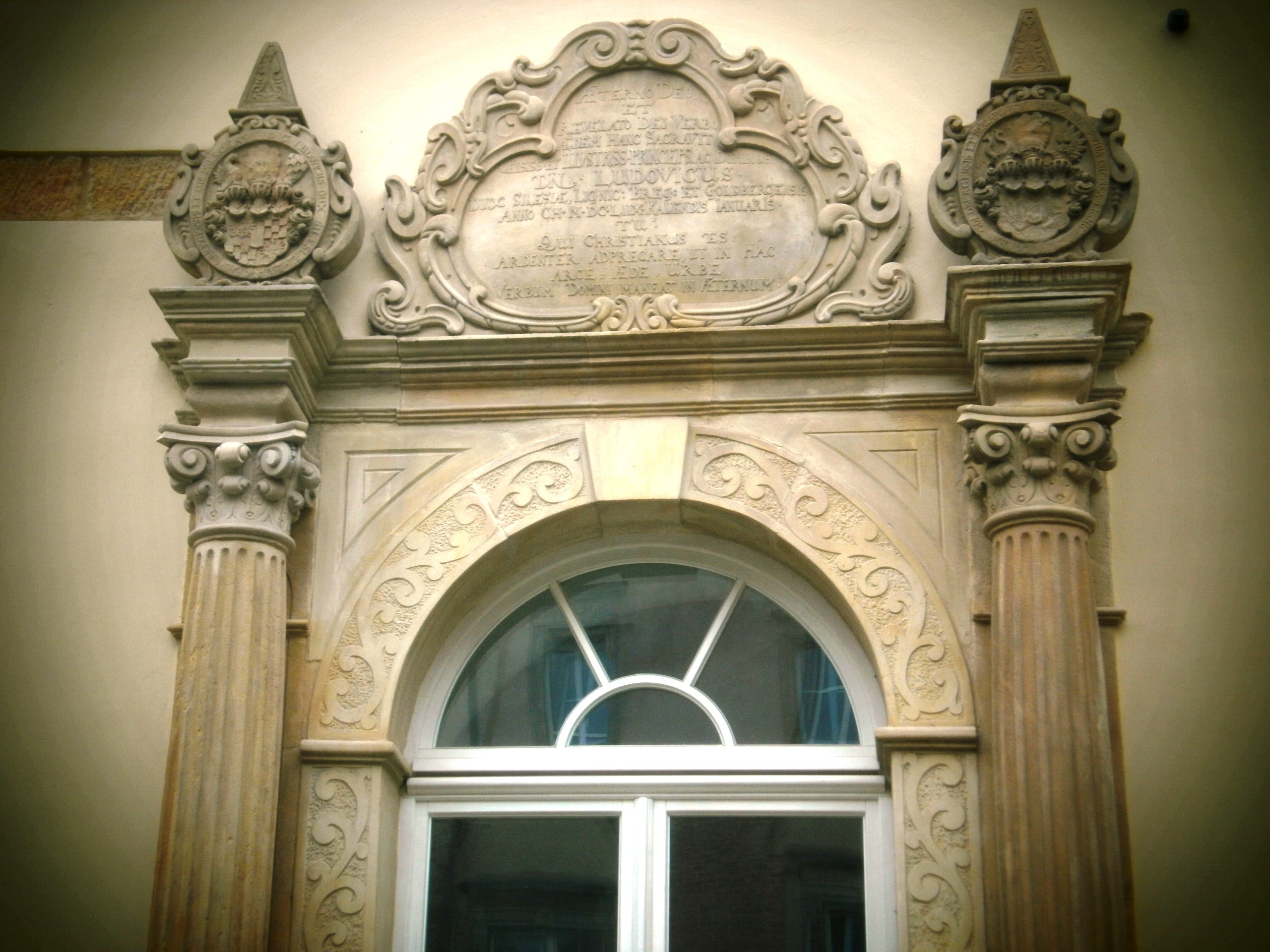
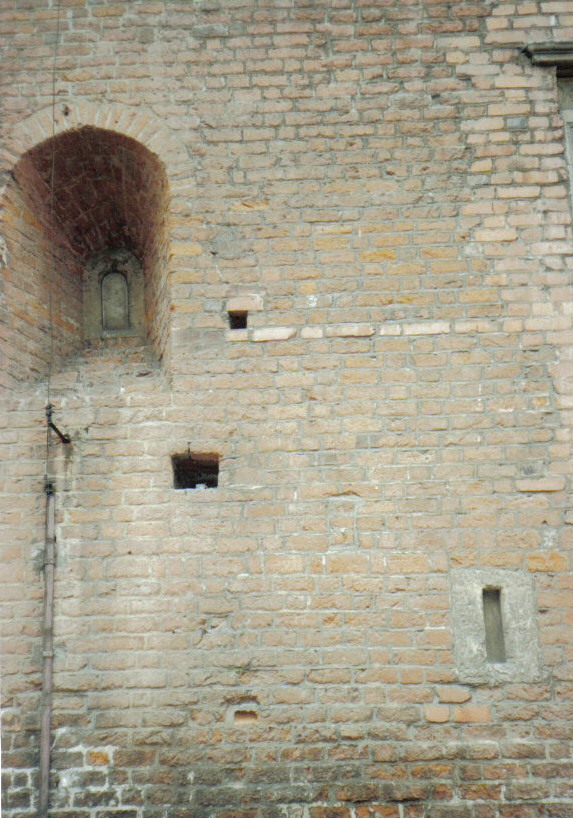
Romanisches Mauerfragment
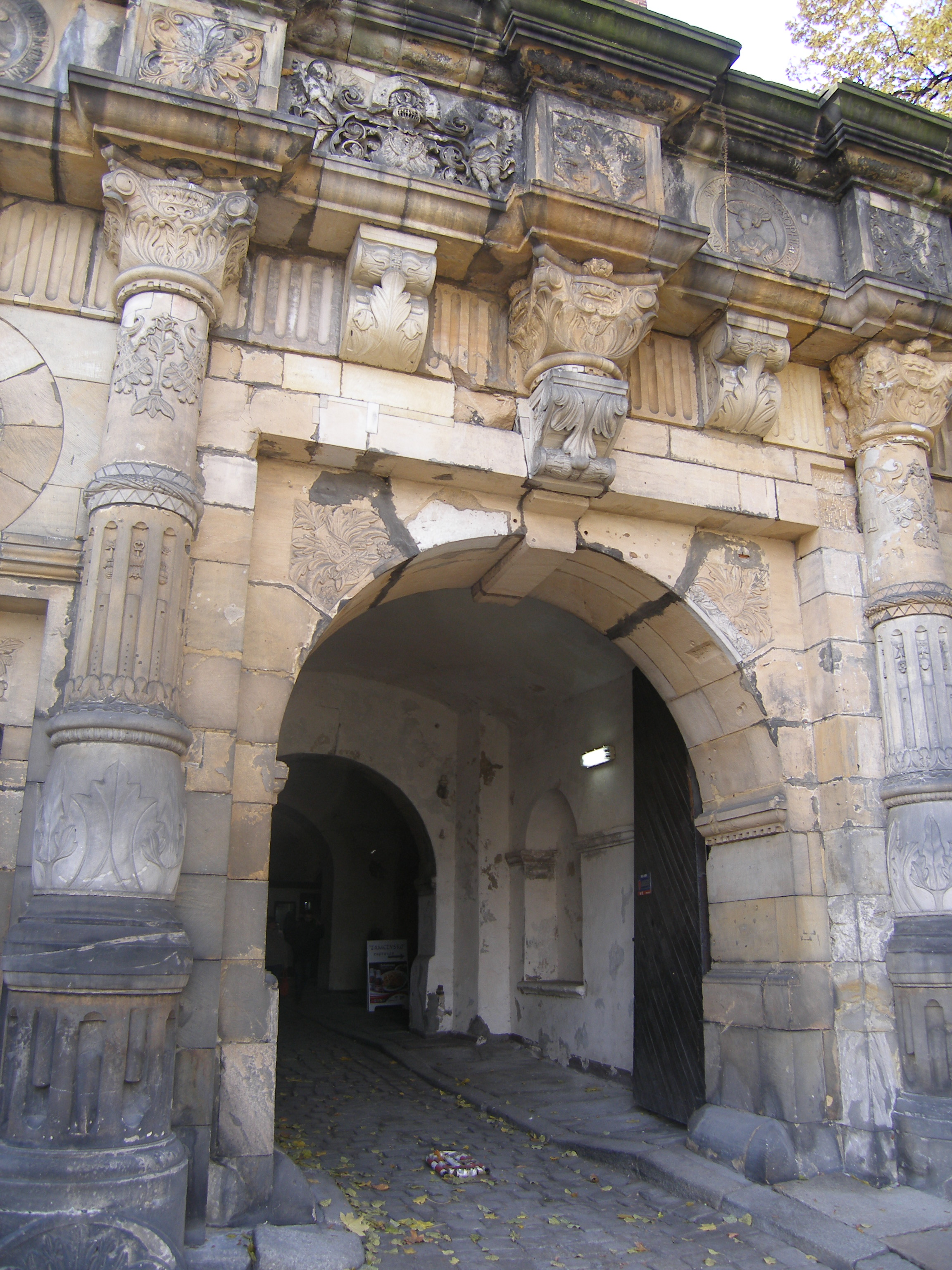
Schlossportal
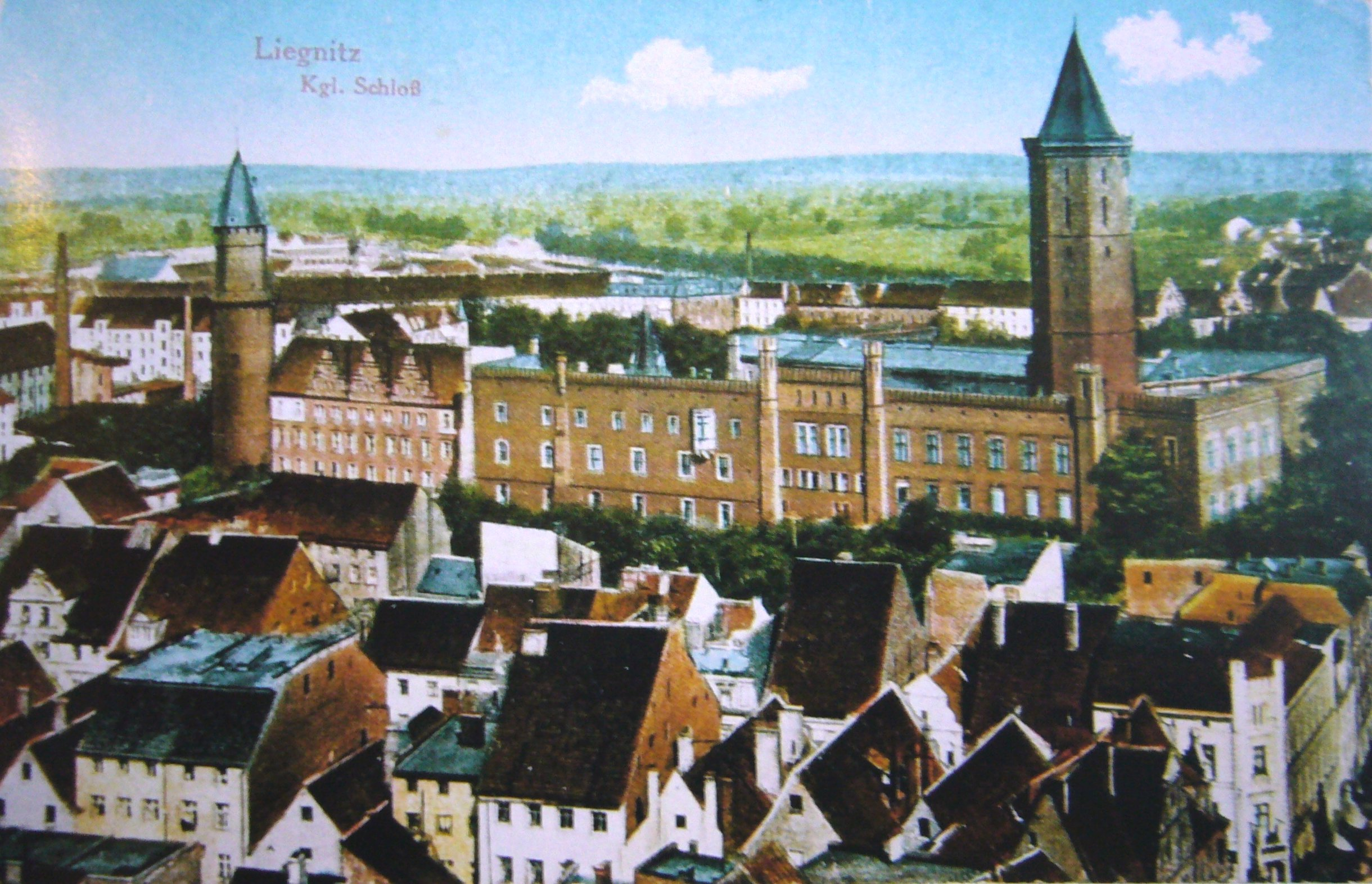
Blick auf die Burg vom Kirchturm, frühes 20. Jahrhundert
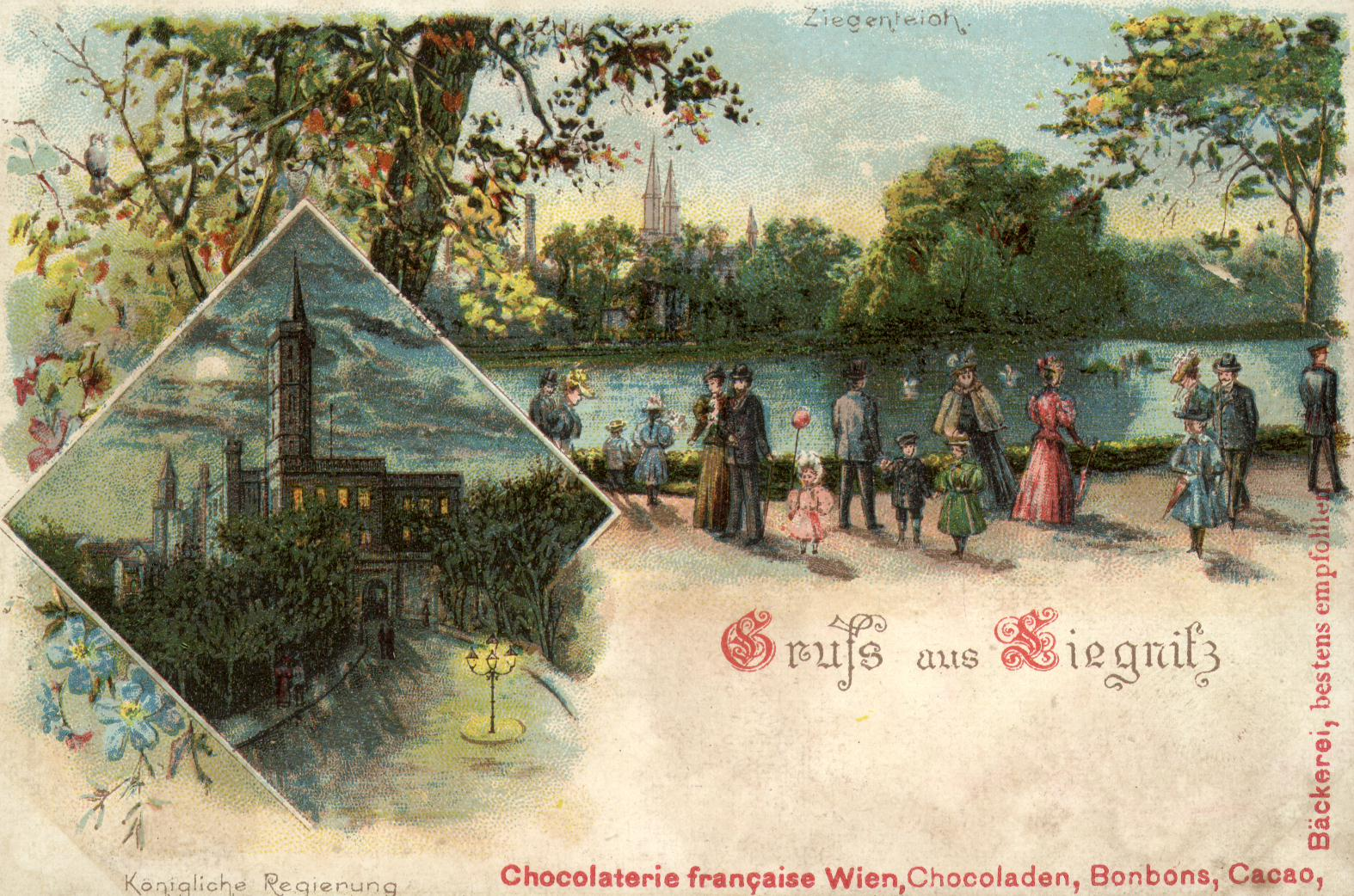
Schloss auf einer alten Postkarte
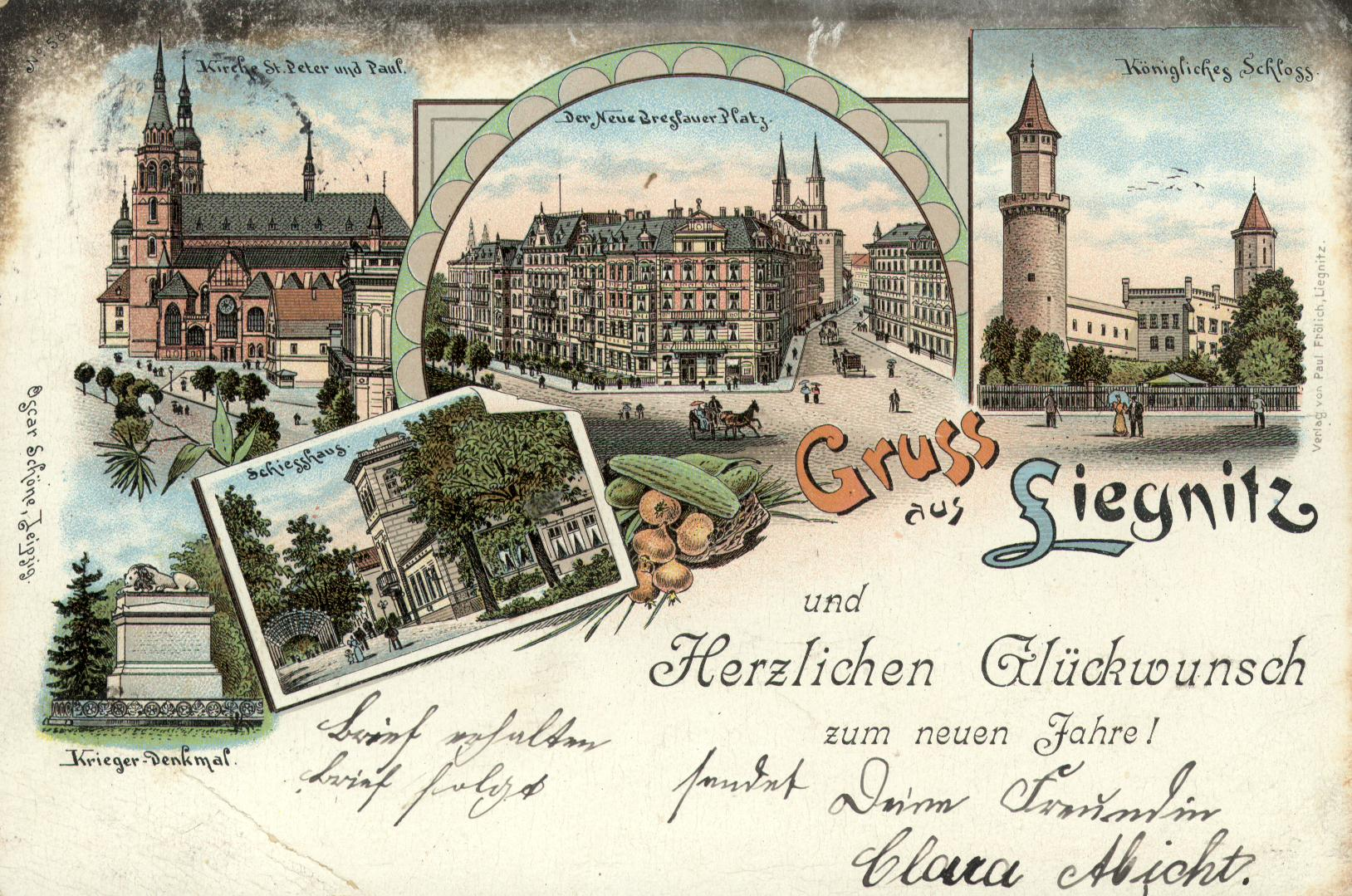
Schloss auf einer alten Postkarte